# Michał Teodor Mendys
Michał Teodor Mendys (ur. 28 sierpnia 1892 w Jaśle, zm. 1944 w Warszawie) – polski historyk, mediewista i archiwista. 

## Życiorys
Był synem Franciszka i Magdaleny z Konckich. Ukończył gimnazjum w Jaśle, a w 1913 rozpoczął studia na Wydziale Teologicznym Uniwersytetu Lwowskiego. W 1917 został powołany do armii austriackiej. Absolwent historii Uniwersytetu Lwowskiego. W 1924 pod kierownictwem Stanisława Zakrzewskiego uzyskał stopień doktora (Władysław II na wygnaniu 1146–1159). Członek Towarzystwa Naukowego we Lwowie. W latach 1929–1931 pełnił funkcję naczelnika wydziału w Kuratorium Okręgu Szkolnego Lwowskiego. W latach 30. był dyrektorem departamentu szkolnictwa średniego w Ministerstwie Wyznań Religijnych i Oświecenia Publicznego. W 1935 został dyrektorem Archiwum Skarbowego w Warszawie. 
Zginął w powstaniu warszawskim. Pochowany na Cmentarzu Wojskowym na Powązkach (kwatera A 25-17-21). 
Był żonaty był z Janiną Zofią z Frenklów. 

## Wybrane publikacje
- Podejrzane listy Eugenjusza III w sprawach Władysława II, Lwów: Towarzystwo Historyczne, 1924[2].
- Udział Władysława II w krucjacie roku 1147,  Lwów: Zakład Narodowy im. Ossolińskich, 1927[3].

## Ordery i odznaczenia
- Krzyż Oficerski Orderu Odrodzenia Polski (10 listopada 1933)[4]